# 彰化扇形車庫
彰化扇形車庫，為位於台灣彰化縣彰化市彰化車站北側的扇形車庫，始建於西元1922年（大正11年），其扇庫建物以調車轉盤為中心，呈十二股道放射狀形成一座半圓弧狀車庫。
當前，該扇庫隸屬彰化機務段，亦為台灣唯一動態保存的扇形車庫設施，因在臺灣鐵路系統的維修與調度設施等工業遺產價值，今列彰化縣國定古蹟，現今開放予民眾參觀。

## 沿革

### 日治時期
明治41年（西元1908年），隨縱貫鐵路的開通，臺灣的交通運輸在客運需求增長，貨運量大幅提升。基於苗栗至臺中段地形複雜導致列車行駛速度降低，導致運輸瓶頸發生問題，臺灣總督府鐵道部於大正8年（西元1919年）建設自竹南延伸至彰化段之間海岸線建設以分擔貨運壓力，並減少縱貫鐵路山線段的交通負擔。為應對竹南至王田之間的海岸線鋪設工程，並於新竹和彰化分別設置機關庫，以以支持當地機關車的調度和維修需求。
彰化機關庫的選址位於彰化車站對角線位置，該設施屬「追分至彰化間改良線工事」的一部分。由於海岸線尚未全線通車，需考慮山線和海線之間的銜接問題，因而新設追分站成為兩條鐵路的轉運樞紐。考慮到未來列車運行頻次的大幅增加，追分至彰化段的鐵路也進行複線化工程。彰化機關庫的建設，亦為當時在臺灣設立的六座扇形車庫（台北、新竹、嘉義、高雄、高雄港）的一部分。大正十一年（西元1922年）10月，隨海岸線全線完工通車，彰化機關庫於10月30日正式啟用。車庫本體初始建築面積為295坪。然而，啟用後，由於列車運行的頻繁增加，該車庫在接下來的兩年內進行了連續增建。1923年增建66坪，隨後在大正十三年（西元1924年）又增建了60坪，使總面積達到421坪。最初建設時，扇形車庫配有6股軌道，隨後又根據需求陸續增建了2股。到1924年，該車庫已擁有10股軌道的規模。
昭和四年（西元1929年），彰化機關庫由鐵道部進行擴建工程，該工程在昭和七年（西元1932年）11月11日正式動工，並於昭和八年（1933年）3月31日完工，總工程費達到15,792圓。完工後，彰化機關庫擁有12股軌道的扇形車庫設施。此次擴建工程也新建檢車所、事務所、附屬倉庫。擴建工程完工後，則於昭和八年（西元1933年）4月30日至5月1日舉行啟用典禮。
第二次世界大戰期間，彰化機關庫在美軍空襲期間多次成為轟炸目標。包括五、六股軌道間曾被炸彈擊中，該柱子也因此加強為Y字型，與其他部分的I字型柱子有所不同。車庫右前方的圓桶型混凝土水塔亦有多處機槍掃射的彈痕。

### 戰後時期
臺灣光復後，扇形車庫及相關設施的負責權由臺鐵接手，期間經歷最大變更工程是西元1970年進行的現代化改建，包括該車庫的1至7股軌道加建維修平台，以便維修新引進的柴油機車。1980年，台鐵E100型電力機車配屬於彰化車庫進行保養，第1至2股軌道因此改裝為電氣車維修股，形成了柴電與電氣並用的維修設施。1982年，彰化機務段新建三層辦公大樓，作為建築行政業務與司機員調度等作業空間。
1990年代，因台鐵計劃改建電聯車維修基地，陸續拆除路線上的扇形車庫。1994年8月，大彰化電視台前訪此地拍攝「彰化扇形車庫」紀錄片，基於轉車台設計無法架設電車線、以及台中機務段的維修業務日增考量，彰化扇形車庫面臨拆除改建的討論，同年12月20日，台鐵傳出將拆除扇形車庫、改建為「中部通勤電聯車基地」，在當地民間人士、文史團體與鐵道迷的爭取保存聲浪不斷高漲。要求臺鐵、內政部及文化建設委員會予以保存。12月30日，相關單位進行現場會勘。
1995年，經翁金珠立委、許乃懿、鐵道協會創會長任恆毅、前會長吳易翰、半線鐵道文史工作室主任楊肇庭、紀錄組長賴德湘、洪致文、鄭銘彰等人推動舉行了「台灣地區鐵道紀念物初步調查及建議記者會」，並播放了「彰化扇形車庫」紀錄片後，成功爭取到車庫的保留。原規劃之電聯車維修基地則遷至彰化車站南側。。
1997年至1999年期間，文化建設委員會及交通部個別補助550萬元及6,400萬元補助款，用於整修車庫主體建築及保存，然而，由於當時扇形車庫未列為古蹟，該補助款無法撥付給台鐵進行修繕。1998年9月21日，彰化機務段段長楊德安在迎接CK101蒸汽機車進駐時，表示彰化扇形車庫已獲行政院文化建設委員會的補助，將朝動態鐵路博物館規劃，未來可能會展示修復後的騰雲號與美製DT561蒸汽機車頭。2000年3月15日，彰化縣政府根據1995年彰化市公所的勘查結果，認為扇形車庫列為歷史建築仍存爭議，並不贊同提列為古蹟。此決定再次引發各界不滿。
2000年4月24日，經交通部、內政部、文建會等政府機關的官員及學者專家現場會勘後。行政院文化資產保存維護小組於6月25日同意將彰化扇形車庫列為古蹟，並同意交通部撥款6,800萬元進行結構體維修。同年8月31日，民政局向縣政府古蹟審查委員會提送審議，9月1日，審查會通過將彰化扇形車庫列為縣定古蹟，成為臺灣首件以產業建築身分保存為文化資產的案例。
同年，2001年，扇形車庫經虞兆中基金會等相關工程師學會評鑑下，獲獎為台灣十大土木史蹟之一。
2019年，彰化扇形車庫宣布與日本大分縣玖珠郡玖珠町的豐後森機關庫締結姊妹關係。

### 升格國定古蹟
2022年4月22日，在其落成100週年之際，經彰化縣政府向文化部提報通過後，經中華民國文化部審議通過，彰化扇形車庫升格為國定古蹟。，於同年8月1日公告。
同年，因應彰化鐵路高架化開發工程，當年指定為縣定古蹟的範圍，包括扇形車庫附屬的煤水台、油庫與檢修庫因保存範圍變更而未涵蓋國定古蹟範圍，該設施群所在範圍預計作為高架化的施工區域使用。考慮彰化機務段將遷移，斷軌後動態保存的火車頭將無法進出扇形車庫，成為靜態展場。
經保存行動一事，當地文史工作室「半線鐵道文史工作室」提倡以動態保存維最大目標，維持扇形車庫的正常運作，發起「彰化扇形車庫保存運動2.0」行動。

## 構造
彰化機關庫的建築面積達295坪，當前，扇形車庫仍仍保有日治時期的大致樣貌，除主體扇庫，附屬設施如轉車台、水塔、給水槽、煤水台、水質軟化室都尚存。
車庫建築物以調車轉盤為中心，朝車庫方向以99度分散，總共有12股道。由於蒸汽機車只能往前行駛，不像電力或柴油車頭在前後都有駕駛艙可供雙向行駛，故蒸汽機車需要在轉車台上迴轉才能將車頭轉回前方。除了彰化扇形車庫有調車轉盤外，在臺鐵的樹林調車場、七堵調車場、富岡機廠、新竹車站、新左營調車場、潮州機廠、屏東線的枋寮車站、宜蘭線的宜蘭車站、蘇澳車站、臺東線的臺東車站、花蓮車站、內灣線的內灣車站等都有此設施。
當代，彰化機務段中的扇形車庫現今仍有維修車輛的作業持續進行，並能見到車輛駛入轉車臺的運作，這座車庫也保存了CK101、台鐵CK124號蒸氣機車及台鐵DT650型蒸汽機車三輛蒸汽機車與一輛蒸汽大吊車，及電力機車台鐵E100型電力機車、柴電機車台鐵R50型柴電機車及貨車移動機DL1001等。目前蒸汽大吊車、E101、R50、DL1001已移至彰化機務段內的其它車庫保存。

## 開放
當前，彰化扇形車庫需在入口警衛室登記後方可免費入內參觀。十人以上亦可申請團體導覽，唯需於14天前提出申請。因車庫仍服役使用，保留維修功能。參訪時有機會現場目睹車頭入庫維修或離庫出勤，近距離體驗扇形車庫實際運作方式。除庫房文物主體與隨機動態展示之外，廠區內立有兩座機械人雕塑，係由台鐵柴電機車引擎之廢棄零件再造而成。
目前開放時間為：
- 每週一休館。
- 每週二至五開放時間：13:00-16:00。
- 每週六、日及例假日開放時間：10:00-16:00。
- 2021年5月16日，因應嚴重特殊傳染性肺炎疫情，即日起暫停開放參觀，待疫情趨緩後再重新開放參觀[40]。2021年11月2日，重新開放參觀[41]。

## 圖片

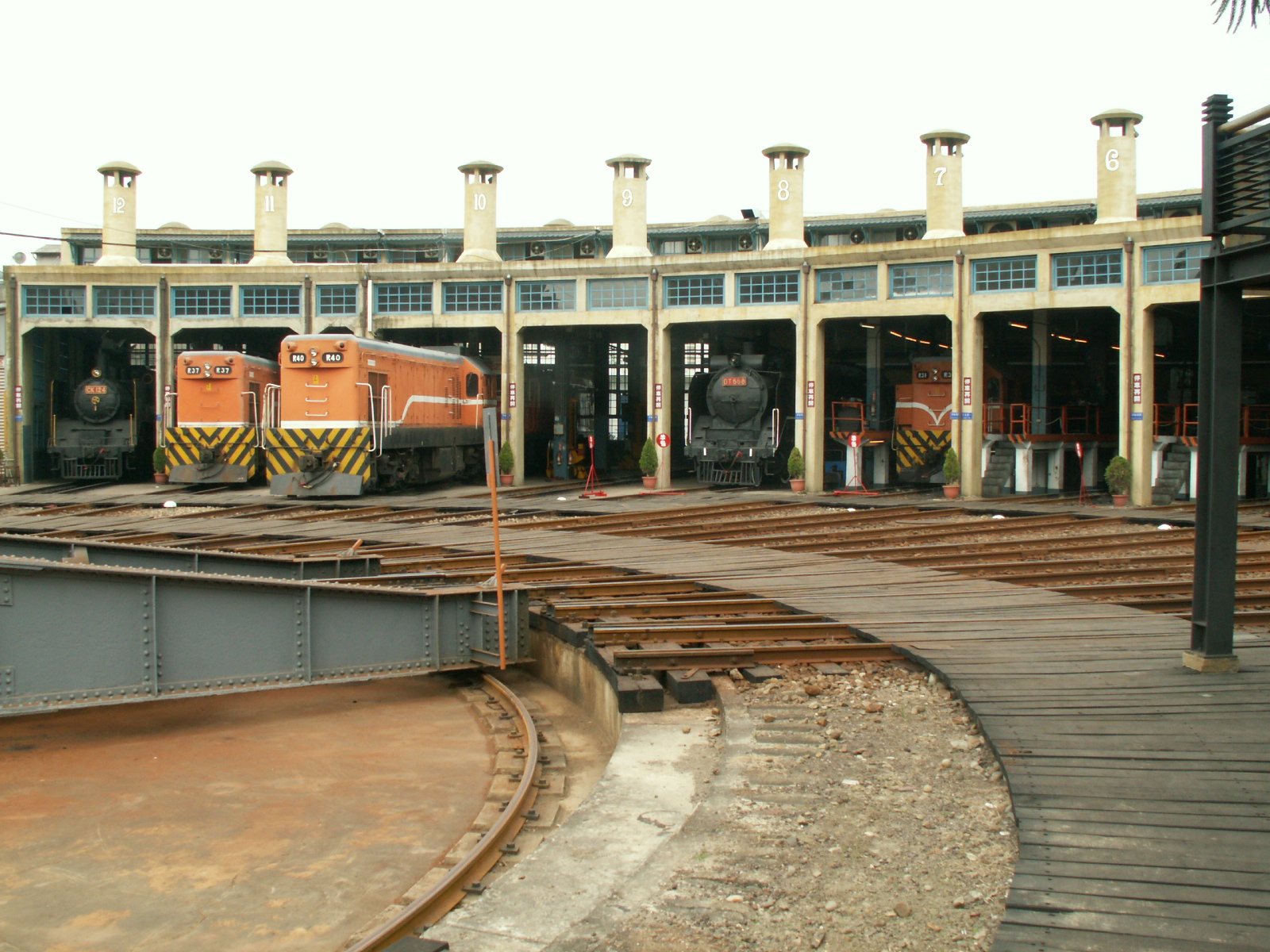
另一角度看去彰化扇形車庫
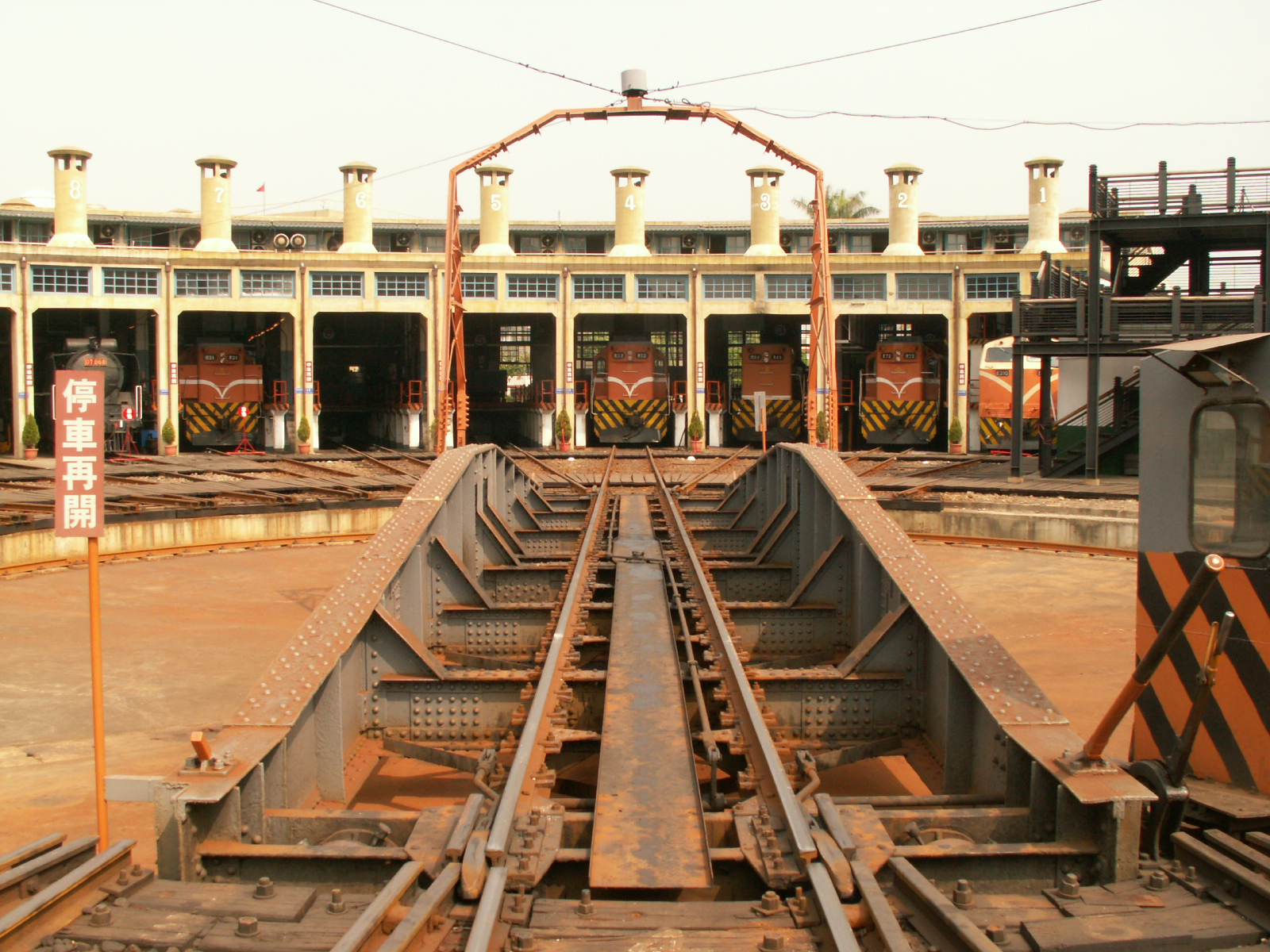
扇形車庫前方即調度轉盤
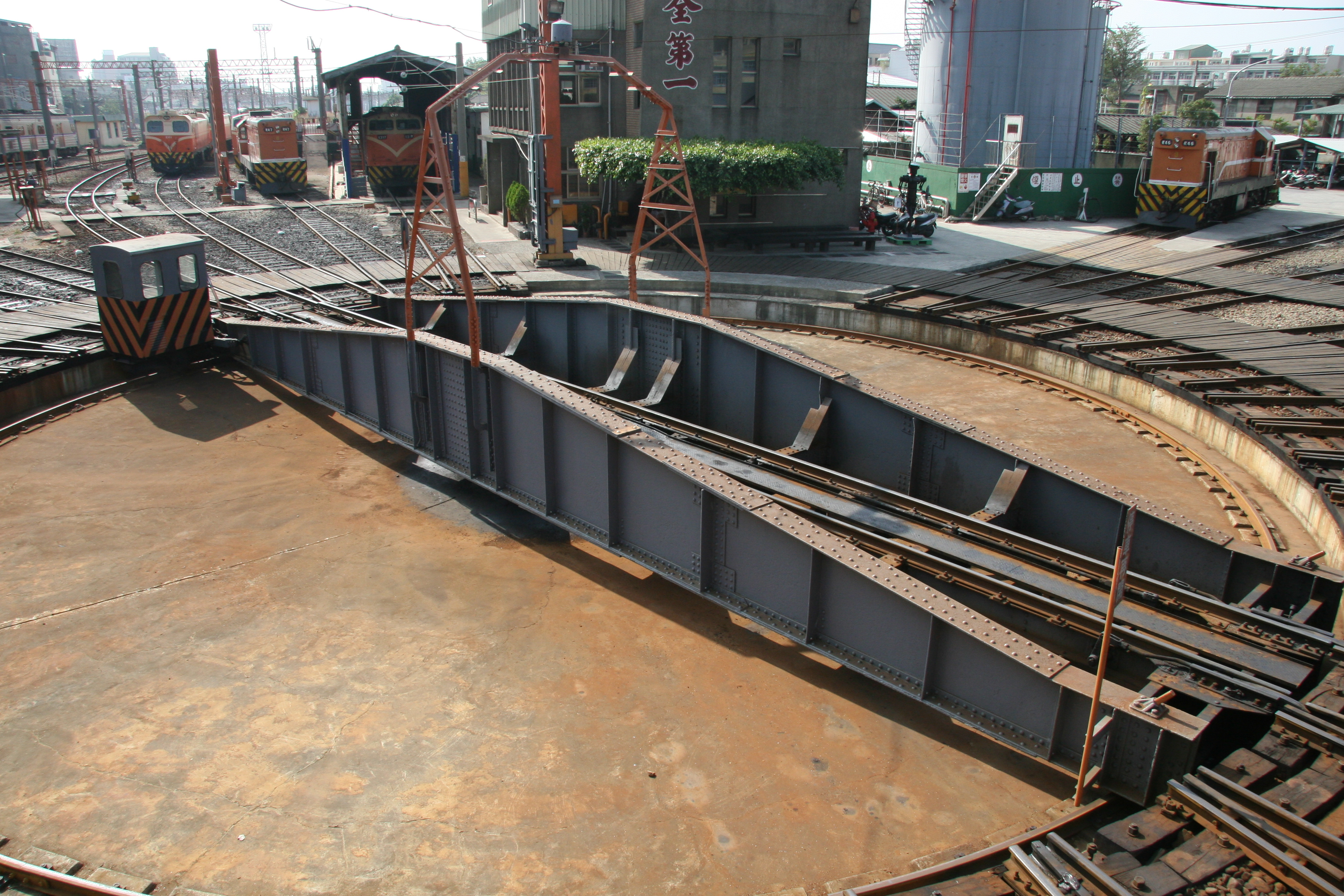
彰化扇形車庫調度轉盤
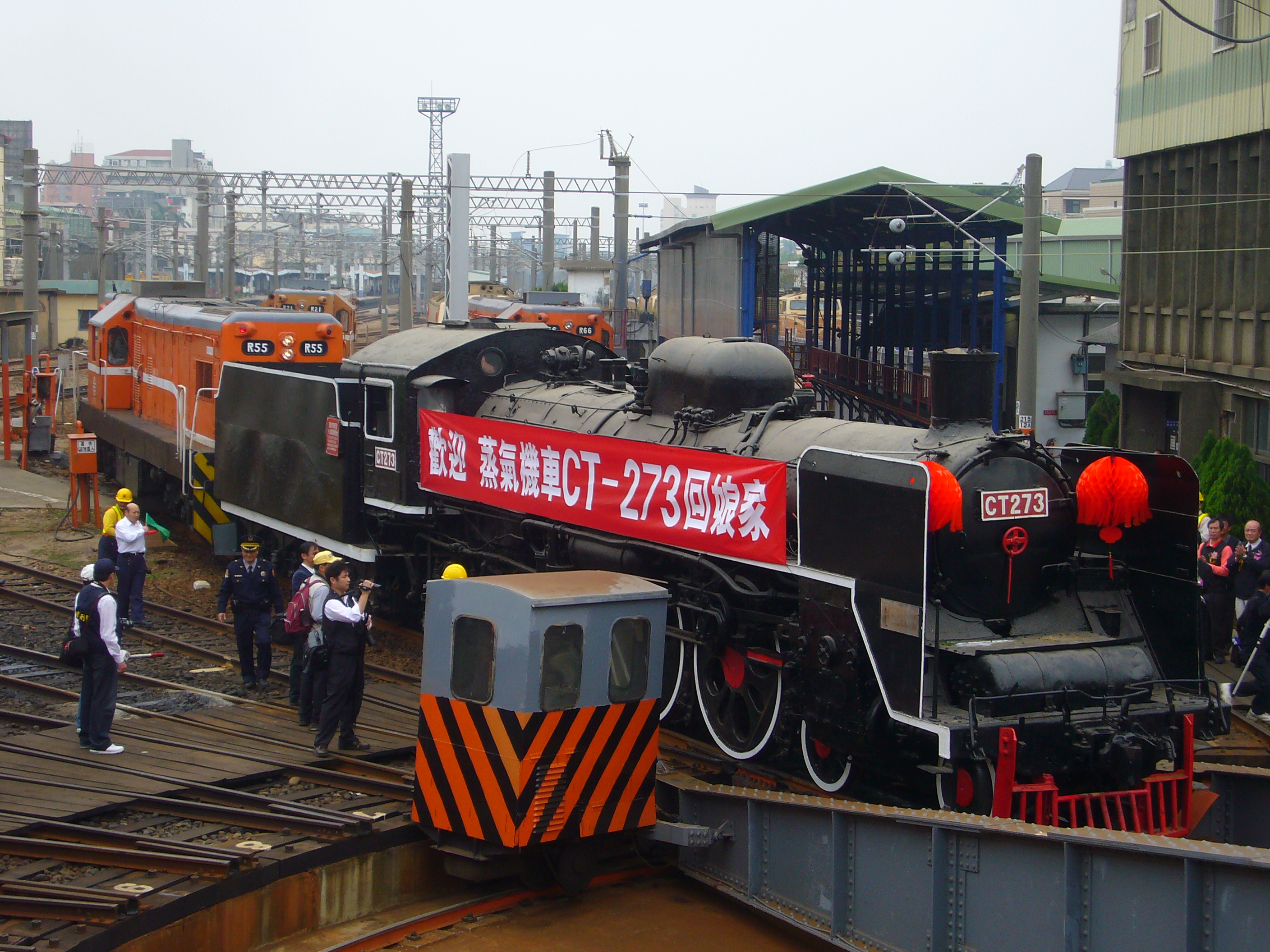
移至扇形車庫保存的CT273
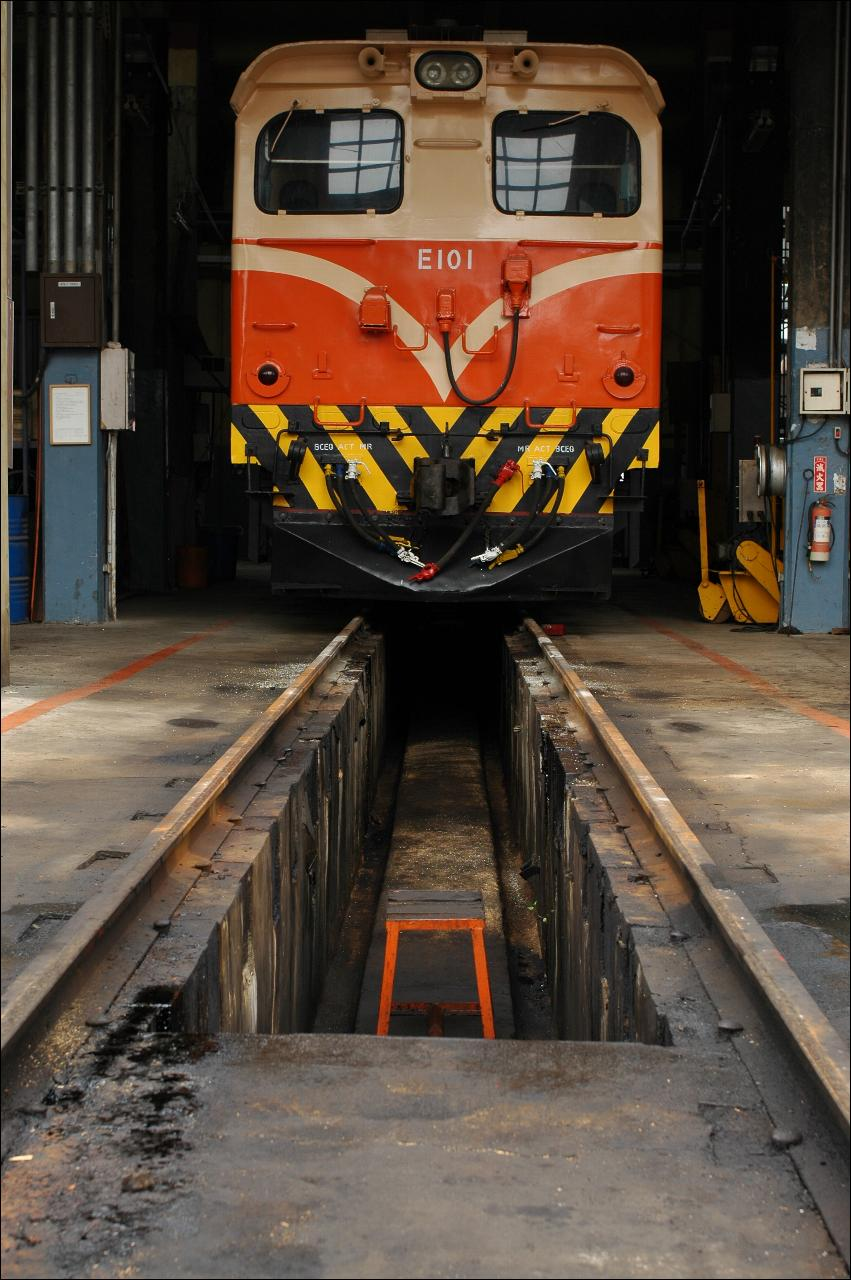
在扇形車庫保留的E101電力機車
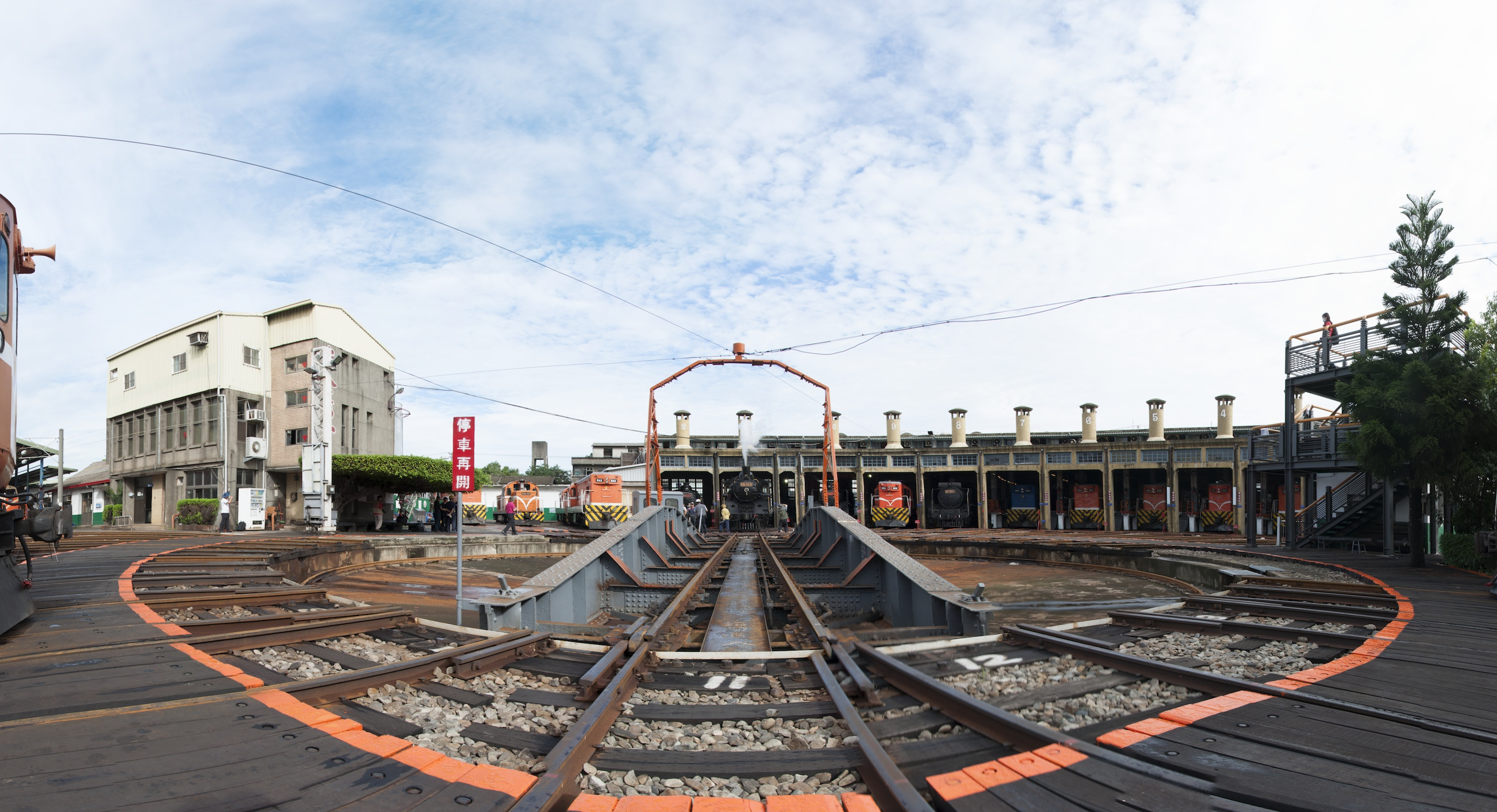
CK124即將進入扇形車庫前方調度轉盤
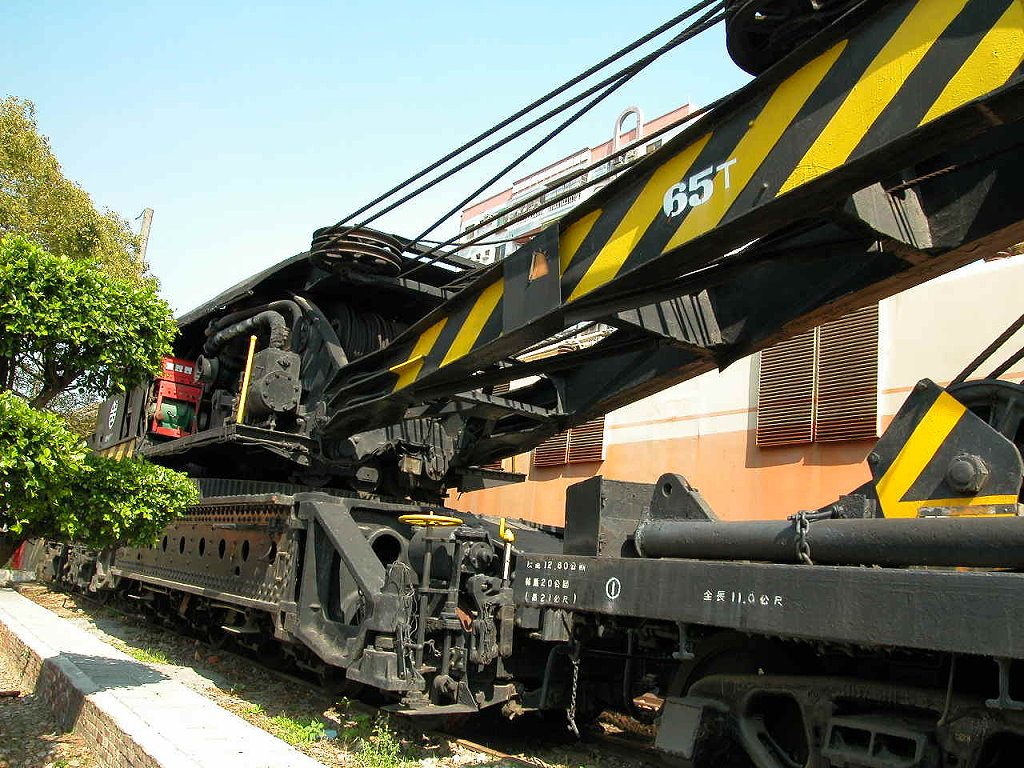
蒸汽大吊車
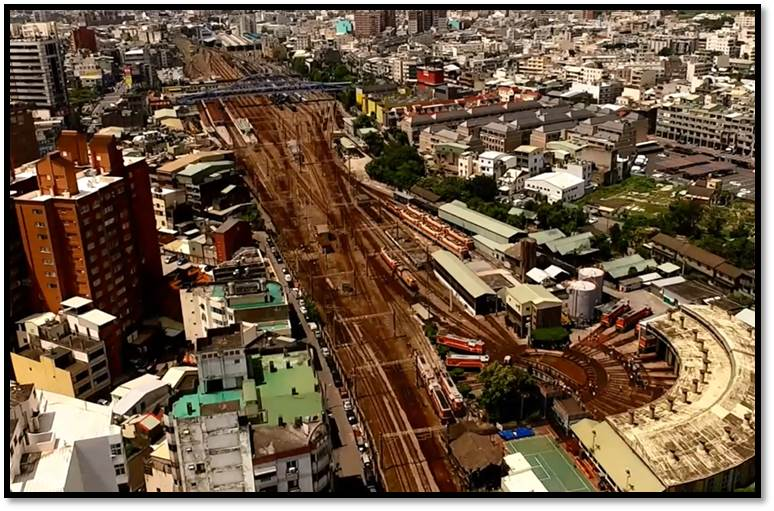
彰化扇形車庫空照圖
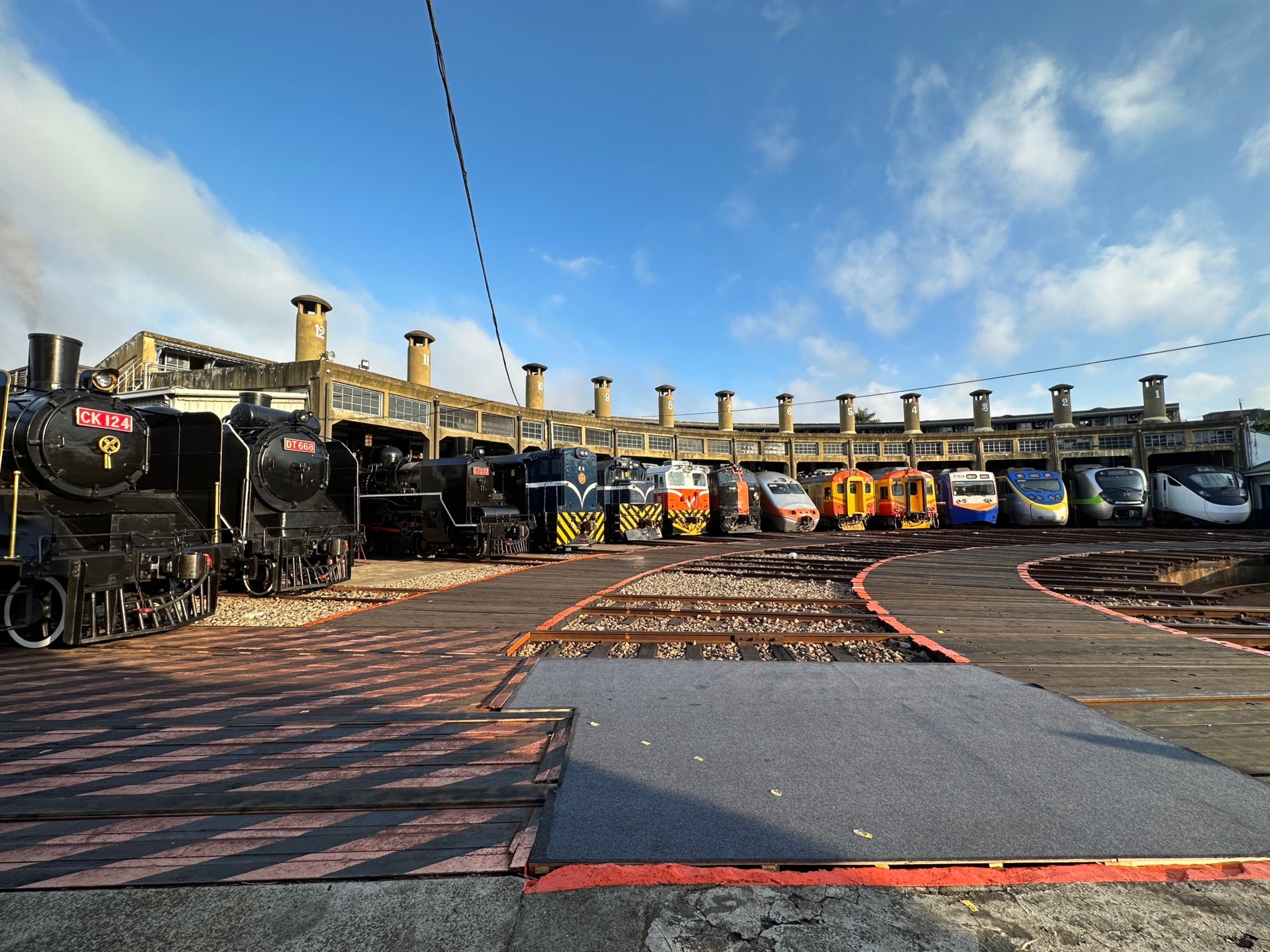
臺鐵彰化扇形車庫100週年，集結台鐵各式車輛，2022年12月4日
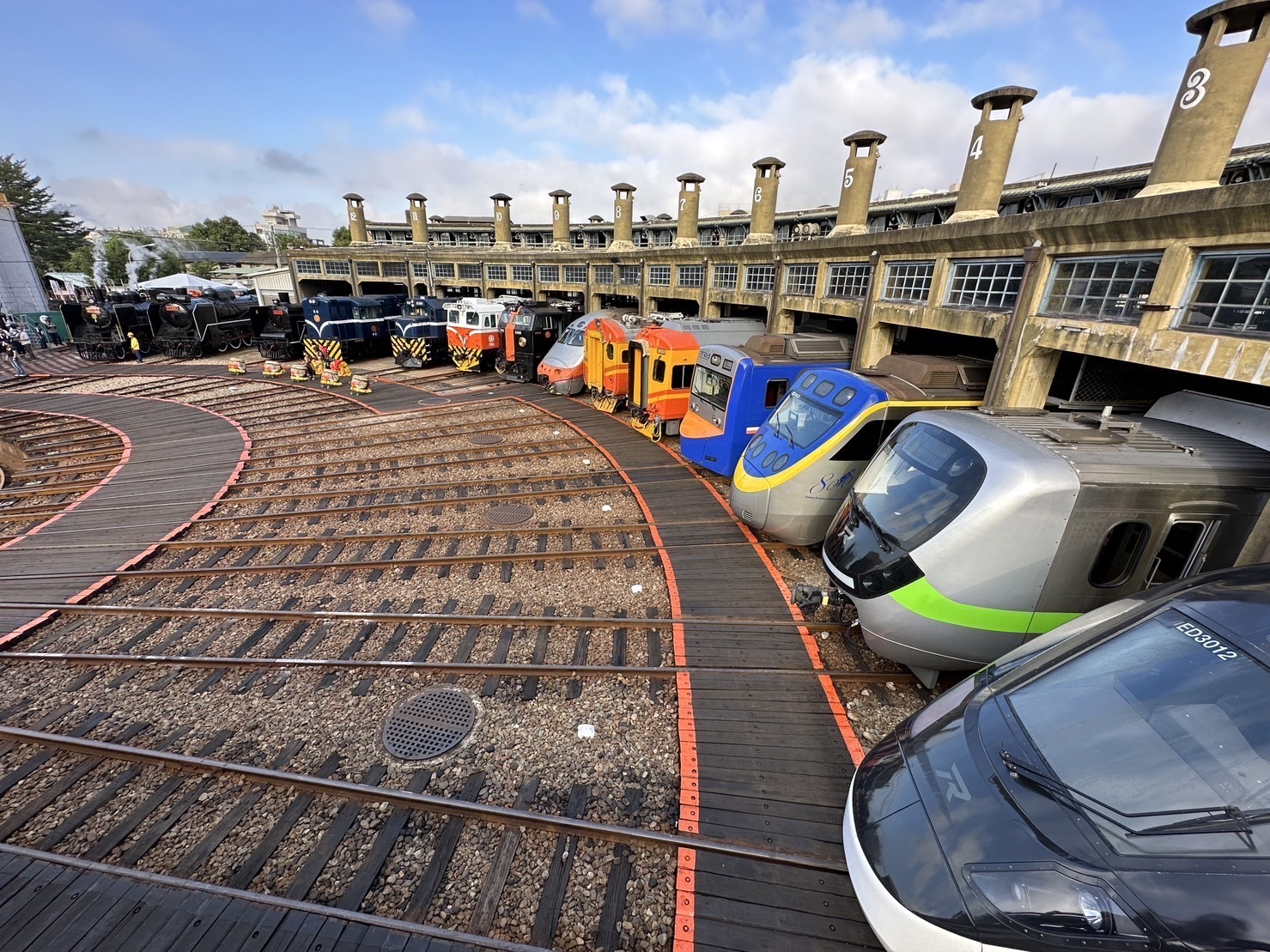
臺鐵彰化扇形車庫100週年，集結台鐵各式車輛，2022年12月4日

## 另見
- 彰化縣文化資產列表
- 鐵路博物館
- 苗栗鐵道文物展示館
- 國家鐵道博物館

### 書目
- 《鐵道情報》129期，2002年3月號。

## 外部連結
- 國家圖書館-臺灣記憶-彰化縣縣定古蹟彰化扇形車庫調查研究與修復計畫
- 臺鐵扇形車庫特輯
- 微笑台灣：彰化扇形車庫 火車頭的旅館，鐵道迷的最愛